# Вещица
Вижте пояснителната страница за други значения на Вещица.
Вещицата (от прилагателното „вещ“ – този, който знае и умее), в мъжки род – вещер, е човек, имащ специални умения да борави с някакви свръхестествени сили или да кореспондира с тях (това се отнася и за сили, които са свръхестествени според едни представи, а според други – не са). Определящи за принадлежността към категорията на вещиците са не само степента в които тези способности се владеят от съответните хора, но и начинът, по който са ги придобили и целите, за които се предполага, че ги имат и ги използват и техните методи и дела. Критериите и (само)оценките в този смисъл (дори при претенции за обективност) се отличават обикновено с произволност, субективизъм и тенденциозност, както и с възможностите да бъдат възприети в резултат на паника или манипулации и да се ползват за злоупотреби. Представите за вещерството силно се преплитат, но невинаги съвпадат с тези за магьосничеството и окултизма.
Въпреки че класическият образ/фикция на вещицата/вещера е образ на човек, в някои приказни и митологични сюжети, това всъщност не е човек или е възможно да не е човек, а например дух, демон, фея, божество или полубожество, както и да е човек само в определен смисъл.

## Описание
Вярата във вещици е характерна за различни епохи. Например в Елада са смятали за такива Цирцея и Ино.
Вещицата от приказките обикновено живее изолирано – във физически или психологически план. Например Баба Яга е много стара и грозна жена, която живее, според приказките за нея, в гората. Тя умее да лети, да става невидима, да се превръща в животни, да познава бъдещето и да се разпорежда със стихиите.
В традиционния български фолклор вещицата е лоша жена, в която се въплъщава свръхестествено същество, което и дава особени сили – да лети, да се превръща в различни животни, да вижда бъдещето и миналото, да чете мисли, да предизвиква и лекува болести и да прави различни други магии. За да стане вещица, жената – която трябва да е преминала фертилна възраст или да е бездетна – трябва да премине през особен ритуал. Вещиците понякога се идентифицират или свързват със самодивите, особено в християнската литература.
Съвременната представа (в значителна степен съвпадаща и с някои по-стари) за вещиците е, че не е задължително да са грозни, че невинаги носят големи черни, островърхи шапки, а често са много красиви, но иначе неотличаващи се явно от другите жени, освен че всяка има различна т.нар сила, в която е най-добра (само една от тях на всеки 100 години има всички сили, и бива избирана за тяхна първенка).

## Лов на вещици
Важни отлики на вещицата са ретроградността и реакционноста ѝ – от гледна точка на имащите надмощие към дадения момент религиозни и научни течения.
Пример за това са приравняванията и уподобяванията на вещиците с практикуващите стари или отречени религиозни култове и неортодоксални и неодобрявани науки и занятия в християнска Европа. Гоненията на вещици – плод на тези тенденции – най-усилени през 16 век, – са един от най-ужасяващите моменти в историята.
Католическа църква и ред други религиозни организации водят разследвания, относно деянията на предполагаемите вещици и сред изводите са, че вещиците летят на метли и че се събират на тайни сборища (известни като вещерски съботи – където се отдават на различни пороци и светотатства). На подозираните във вещерство са отправяни обвинения във връзка с това и много хора са екзекутирани (от светските власти и по тяхно решение – ролята на духовенството официално е само експертна: на инквизитор, арбитър, умиротворител и консултант), след като признават съпричастност към тези и други компрометиращи неща, в резултат на жестоките мъчения, на които са подлагани (или когато с доказателства смятани за достатъчни тя им е приписвана). Важни фактори са наличието у заподозрения на някакъв домашен любимец, изключителни и необичайни прояви или на белег по тялото, които да могат да се свържат с някакво предполагаемо общуване със Сатаната и неговите демони.
Известни вещици и вещери (според наложилото се към някакъв момент за тях нечие мнение/решение) са: Абрамелин, Агнес Сампсон, Агнес Уотърхаус, Алис Кайтелър, Анджела де ла Барт, Елифас Леви, Изобел Гоуди, Майка Симпсън, Мадър Шиптън, Мари Лавьо, Мейлин Матсдотер, Мерга Бийн, Реймънд Бъкланд, Тасмин Блайт, Урсула Кемп.

## Книги и филми
В литературата и други изкуства се срещат близки по значение до „вещица“ понятия. Подобно на вещер/вещица в положителен смисъл е вълшебник/вълшебница, докато чародей/чародейка се среща както в положителен, така и в отрицателен смисъл.
В киното и литературата вещицата има дълга черна рокля, пъпки и брадавици по дългия си нос, островърха шапка, летяща метла, редки и криви зъби. Тя събира малки и непослушни деца, угоява ги, готви ги по най-различни рецепти и после ги изяжда.
Сюжетите, свързани с вещици, са сравнително популярни в днешно време:
- „Магьосникът от Оз“ – филм мюзикъл от САЩ (1939 г.), по детския роман „Вълшебникът от Оз“ (1900 г.) на Лиман Франк Баум, превърнал се в поредица. В повечето екранизации присъстват вещици със зелена кожа, черна рокля и островърха шапка.
- „Вещиците от Истуик“ (на английски: The Witches of Eastwick) – филм от САЩ (1987 г.), базиран върху едноименния роман на Джон Ъпдайк от 1984 г.
- „Чародейките“ – американски сериал, в който се разказва за три сестри добри вещици, използващи силите си, за да се борят срещу зли вещици.
- „Сабрина младата вещица“ – детски сериал, създаден по комикс. Разказва историята за семейство вещици – две лели, една тийнейджърка и котка, която се е опитала да завладее света.
- „Вещиците от Ийст Енд“ – американски сериал, създаден по едноименния роман на Мелиса де ла Круз, разказващ за семейство вещици – майка, двете ѝ дъщери и тяхната леля, развиващи различни сили, опитвайки се да опазят живота си.
- „Дневниците на вампира“ и „Древните“ – сериали, които следват поредица от събития със свръхестествени герои (голяма част от които вещици).
- „Фокус-мокус“, поредицата филми „Хелуинтаун“, „Мъглите на Авалон“ и други.
- В съвременната литература вещици се срещат в много детски приказки – „Малката русалка“, „Спящата красавица“, „Рапунцел“, както и в творчеството на Тери Пратчет.
- В Русия главна роля в приказките играе Баба Яга, известна е и вещицата в Италия – Бефана, както и германската приказна героиня Баба Хола. Те най-често се изявяват като добрите дарители на главния герой.
- Роалд Дал – „Вещиците“.